# 66391 Moshup
66391 Moshup eller 1999 KW4 är en jordnära asteroid som även korsar både Merkurius och Venus omloppsbanor. Den upptäcktes 20 maj 1999 av LINEAR i Socorro County, New Mexico. Den är uppkallad efter jätten Moshup i Mohegan stammens mytologi.
Den 25 maj 2036 kommer den passera jorden på ett avstånd av endast 2,3 miljoner kilometer.
Asteroiden har en diameter på ungefär 1 kilometer och den tillhör asteroidgruppen Aten.

## S/2001 (66391) 1
Den 21 maj 2001 upptäcktes en måne i omloppsbana runt asteroiden. Den fick beteckningen S/2001 (66391) 1 och kallas Squannit.